# Mount Druitt, New South Wales
Mount Druitt este o suburbie în Sydney, Australia.